# 이토이가와시 대규모 화재

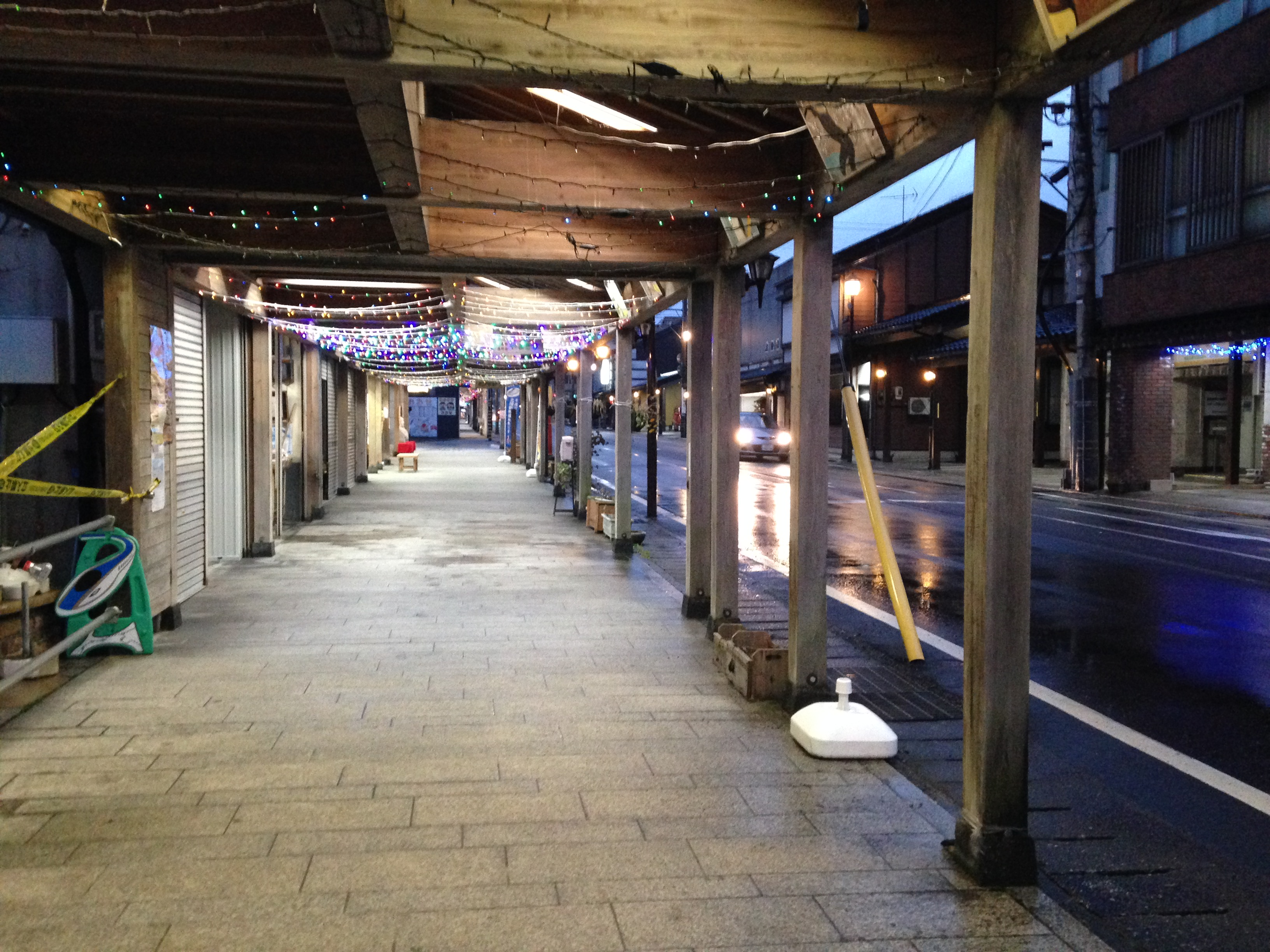
소실되기 직전 당시의 지역 주변에 있는 상가의 모습 (2015년)

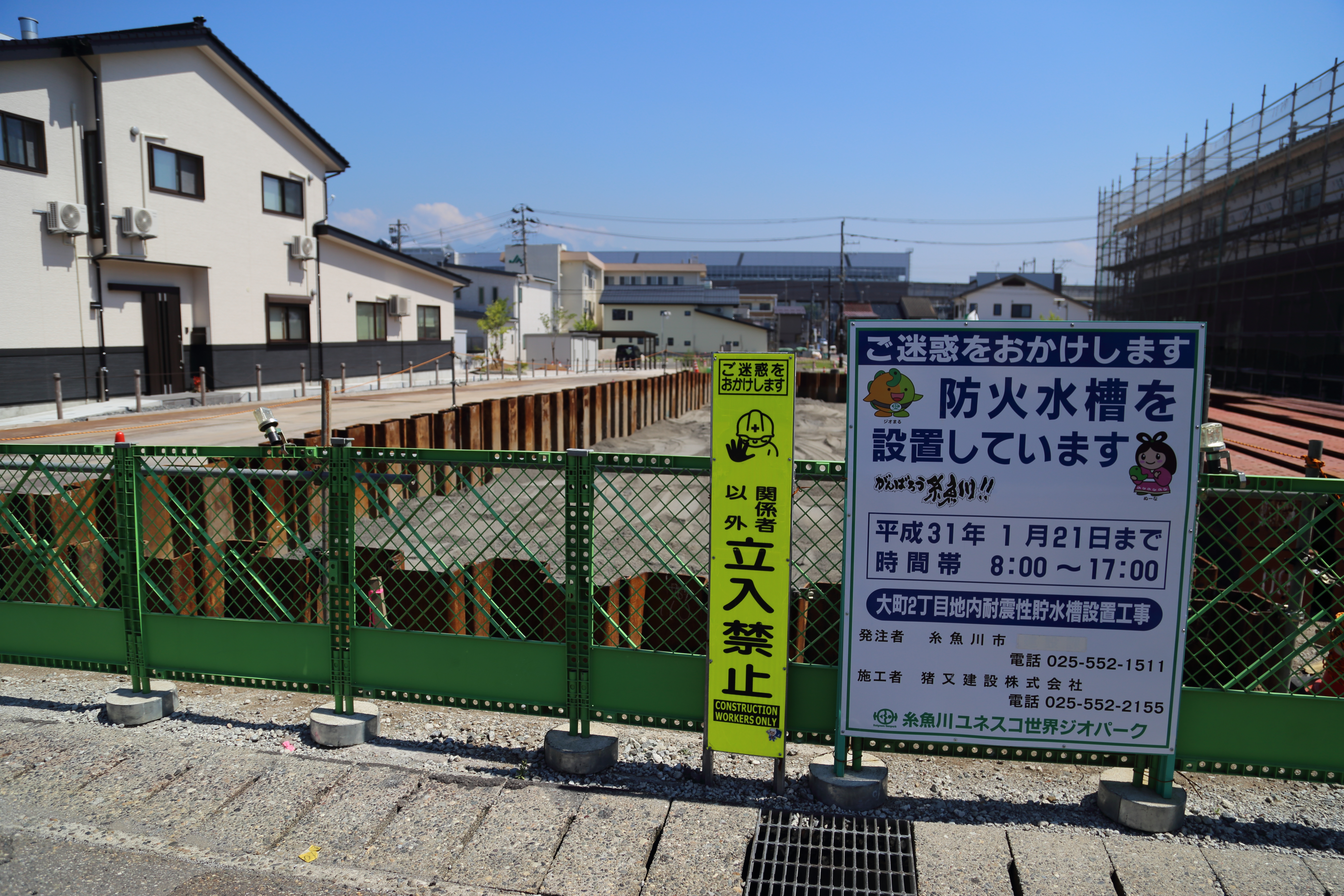
각 장소마다 방화 수조의 설치 공사가 진행되는 모습 (오마치 2정목 일대이며, 2018년 7월 촬영)

이토이가와시 대규모 화재(일본어: 糸魚川大火)는 2016년 12월 22일 일본 니가타현 이토이가와시에서 일어난 대화재이다. 오전 10시 30분 경 처음 화재가 시작되었으며, 불이 강풍을 따라 확산되어 오후 6시까지 건물 140여채 이상이 전소하였다.
이 화재로 인해 상점가 인근에 거주하는 360세대 800명가량의 주민들에게 대피령을 내렸다. 또한 니가타 현 측은 재해대책본부를 설치하고 일본 자위대에 재해구호를 위한 파견을 요청했다.
10시간여만인 오후 8시 30분 경 화재가 거의 진압되었다. 총 사상자는 사망자 없이 부상자만 단 2명 뿐이다.

## 화재 발생 및 확산

2016년 12월 22일 09~21시 사이의 기상도

최초 발화 지점은 이토가와시 오마치 1-2-7번지에 위치한 중국집(중화요리)에서 발생된 것에서 시작하여, 140여 채의 건물이 전소되는 등 마을 전체가 불길에 휩싸인 상태였다. 더욱이 오래되고 낡은 목조 건물이 집중적으로 밀집한 지역 특성상 강풍까지 몰아쳐 피해가 큰 상태였다. 그래서 이 철도역인 이토이가와역 부근의 동해 상에서 발생된 것으로 보이게 되며, 화재 사고가 일어난 당시 최고 풍속이 초속 24m/s의 강풍이 불어 닥친 것으로 드러난 것으로 확인되었다.

## 같이 보기
- 2019년 강원도 산불
- 후쿠에 대화재
- 이천 물류센터 공사장 화재